# Regió de Hohensalza
La Regió de Hohensalza (en alemany: Regierungsbezirk Hohensalza) va ser una regió administrativa (Regierungsbezirk) del Reichsgau de Wartheland. Va existir des del 1939 fins 1945. La seva capital era la ciutat de Hohensalza (Inowrocław).

## Història
Després de l'ocupació de Polònia, la regió de Hohensalza va ser creada dins del Reichsgau de Wartheland. La regió va ser dissolta al 1945 després de la derrota de l'Alemanya nazi a la Segona Guerra Mundial i el territori va passar a formar part de la República Popular de Polònia.

## Divisió administrativa

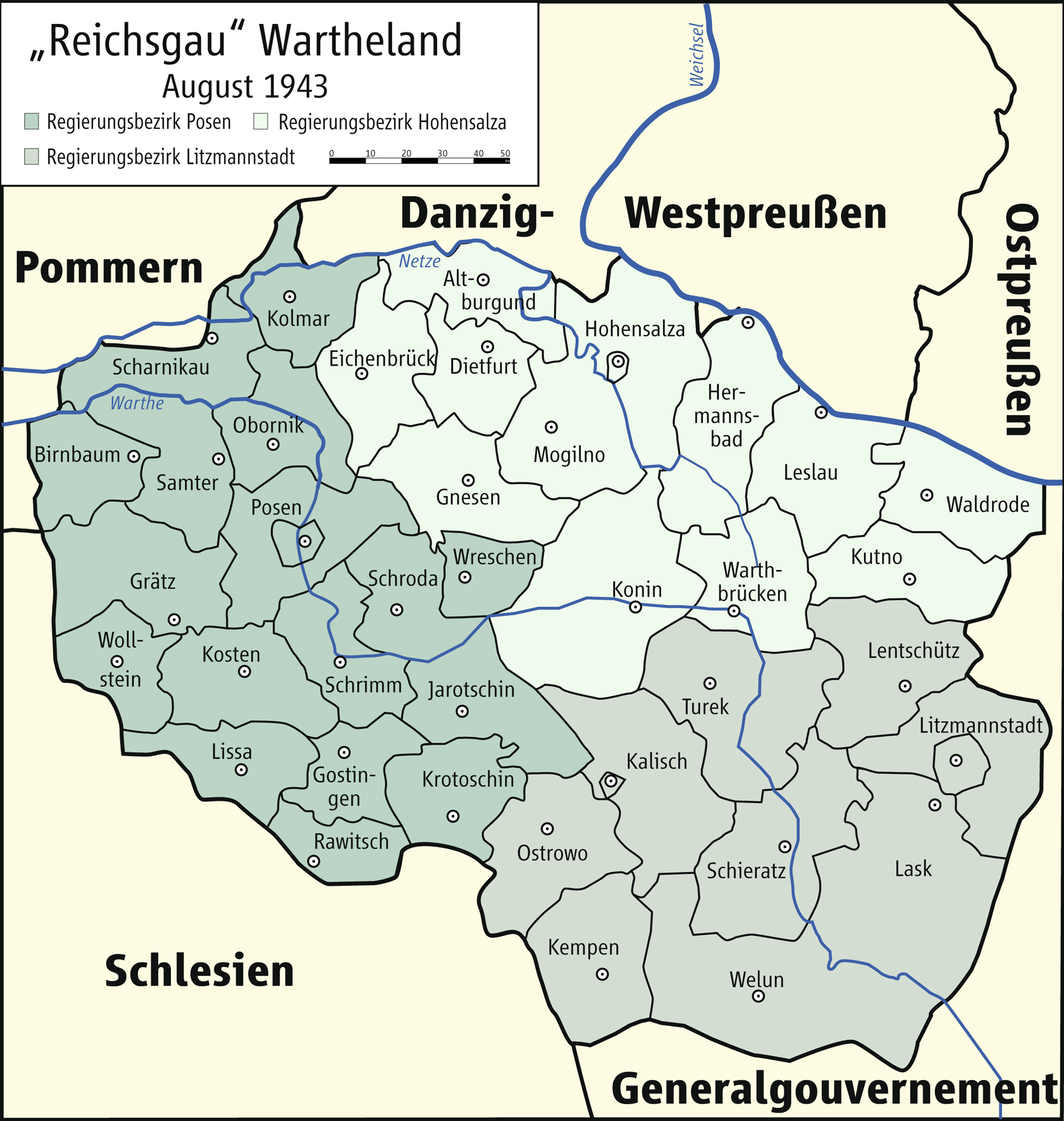
Divisió administrativa del Wartheland

| Kreise (districtes rurals) | Kreisfreie Städte (districte urbà) |
| --- | ---------------------------------- |
| 1. Districte d'Altburgund 2. Districte de Dietfurt 3. Districte d'Eichenbrück 4. Districte de Gnesen 5. Districte de Hermannsbad 6. Districte de Hohensalza 7. Districte de Konin 8. Districte de Kutno 9. Districte de Leslau 10. Districte de Mogilno 11. Districte de Waldrode 12. Districte de Warthbrücken | 1. Gnesen 2. Hohensalza            |